# Tsunenaga
Le prince Tsunenaga (恒良親王, Tsunenaga-shinnō), ou Tsuneyoshi (1324 - 5 mai 1338), est l'un des fils de l'empereur Go-Daigo engagé dans les guerres de l'époque Nanboku-chō entre la lignée impériale de la Cour du Sud, à laquelle il appartenait, et le shogunat Ashikaga.

## Biographie
En 1336, Tsunenaga est envoyé avec son frère le prince Takanaga, escorté par Yoshiaki Nitta, dans la province d'Echizen, où ils espèrent échapper aux attaques des Ashikaga. Selon le récit épique appelé Taiheiki, Tsunenaga a été secrètement désigné héritier avant son départ, mais aucun autre document ne confirme cette assertion. En fait, en novembre de la même année, son frère Narinaga est officiellement nommé prince héritier.
Fuyant les Ashikaga, Nitta emmène les princes à Tsuruga, dans la province d'Echizen, loin de Yoshino, où est basée la Cour du Sud de Go-Daigo. Ils subissent une terrible défaite durant la bataille de Minatogawa, mais survivent et parviennent jusqu'au château de Kanagasaki, où ils se trouvent assiégés en janvier 1337. En avril, les assiégés sont réduits à manger de la viande de cheval pour survivre, et doivent presque se résoudre à recourir au cannibalisme avant de se rendre. Tsunenaga parvient à s'échapper du château, mais est capturé et tué peu après.

## Source de la traduction
- (en) Cet article est partiellement ou en totalité issu de l’article de Wikipédia en anglais intitulé « Prince Tsunenaga » (voir la liste des auteurs).